# José Rodríguez (kubański zapaśnik)
José Luis Rodríguez – kubański zapaśnik w stylu wolnym. Triumfator Igrzysk Ameryki Środkowej i Karaibów w 1986 i drugi w 1978. Trzeci w Pucharze Świata w 1978 roku.